# Jean Chalette
Pour les articles homonymes, voir Chalette.
Jean Chalette est un peintre français qui fut baptisé le 27 décembre 1581 en l'église Saint-Jacques de Troyes (Aube). Il était fils de Nicolas Chalette né vers 1545 décédé avant juin 1616, maître maçon, et de Claude Jehanninet décédée avant juin 1616. Il meurt le 2 octobre 1644 à Toulouse (Haute-Garonne).

## Biographie
Il avait une sœur Marguerite Chalette, mariée à Troyes à Jehan Jehanson, marchand lanternier et bourgeois de Troyes, d'où descendance Jeanson et de Jeanson fixée à Troyes (Aube), Châlons-en-Champagne (Marne), Armentières (Nord), etc.

### Apprentissage et formation
Jean Chalette apprit l'art de la peinture dans sa ville natale, avant de compléter sa formation en Italie, dans les villes de Gênes, Milan, Turin et Mantoue. En cette dernière ville, il fut élève de Frans Pourbus le Jeune, de qui il subit une large influence.
Jean Chalette rentra en France vers 1605 et exerça son art à Avignon (Vaucluse) et Aix-en-Provence (Bouches-du-Rhône) où il réalisa plusieurs toiles pour Nicolas-Claude Fabri de Pereisc, célèbre docteur en droit et savant qui fut élève de Galilée.
Au profit de Pereisc, Jean Chalette peignit entre autres les Astra Medicea en 1611.

### Installation à Toulouse

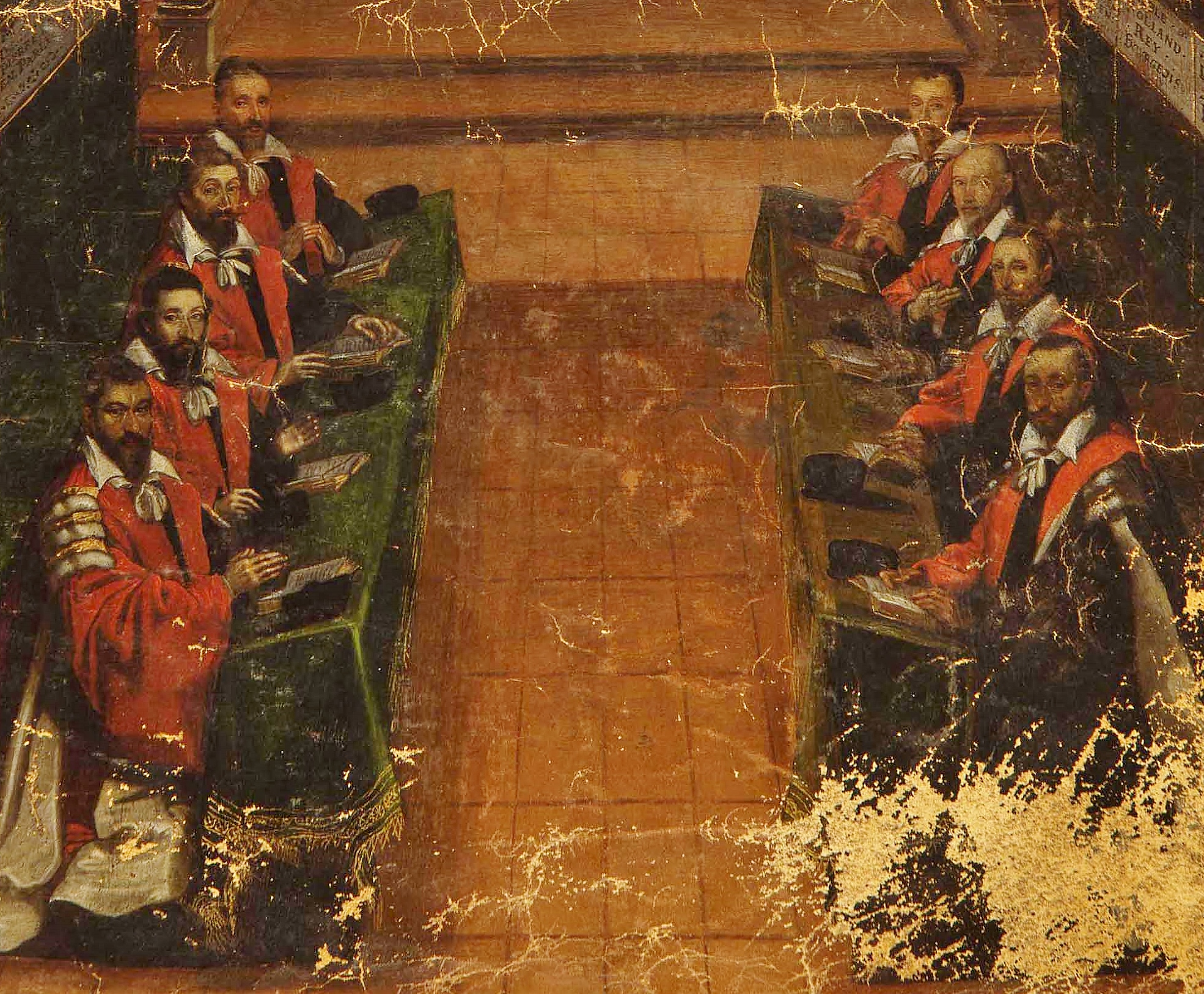
Détail d'une miniature des Annales manuscrites de la ville de Toulouse, les capitouls de l'année 1617-1618.

Jean Chalette s'installa à Toulouse, aux alentours de l'année 1611, en une hôtellerie de la paroisse du Taur, rue Villeneuve, tenue par un certain Jacques Sudonis, qui devint un ami et familier de Jean Chalette et permit à ce dernier de s'initier à la connaissance du monde toulousain. Le 10 décembre 1612 Chalette et sa famille déménagèrent pour un logement, toujours rue Villeneuve, mais appartenant à la ville de Toulouse. Le 24 juillet 1620 il déménagea de nouveau avec sa famille pour venir habiter, aux frais et deniers de la ville, une maison rue Villeneuve appartenant à Jean Filhol, marchand de Toulouse. Enfin, en 1625, il déménagea une dernière fois pour venir loger en une demeure dépendante de l'Hôtel de Ville de Toulouse, près de l'auberge de L'Escu, dans la rue du Poids-de-l'Huile, avec jouissance privée d'un atelier permanent dans une des galeries supérieures de l'Hôtel de Ville, vers le cousté du Collège Saint-Martial, par devant le Corps de garde de la Maison commune de Ville - c'est l'actuelle salle des séances du Conseil Municipal.
Les capitouls de Toulouse de l'an 1611-1612 commandèrent une première œuvre à Chalette. Selon l'usage du temps et de cette cité, un portrait collectif des huit capitouls devait être effectué de deux façons, le premier de grandeur réelle et sur toile pour la salle du Consistoire du Capitole, le second en miniature sur parchemin pour le livre des Annales de la ville de Toulouse. Chalette inaugura en 1612 l'usage des portraits individuels en plus des collectifs, au grand profit des capitouls. Ce fut la première commande officielle de la ville de Toulouse.

### Jean Chalette, peintre officiel de l'hôtel de ville de Toulouse

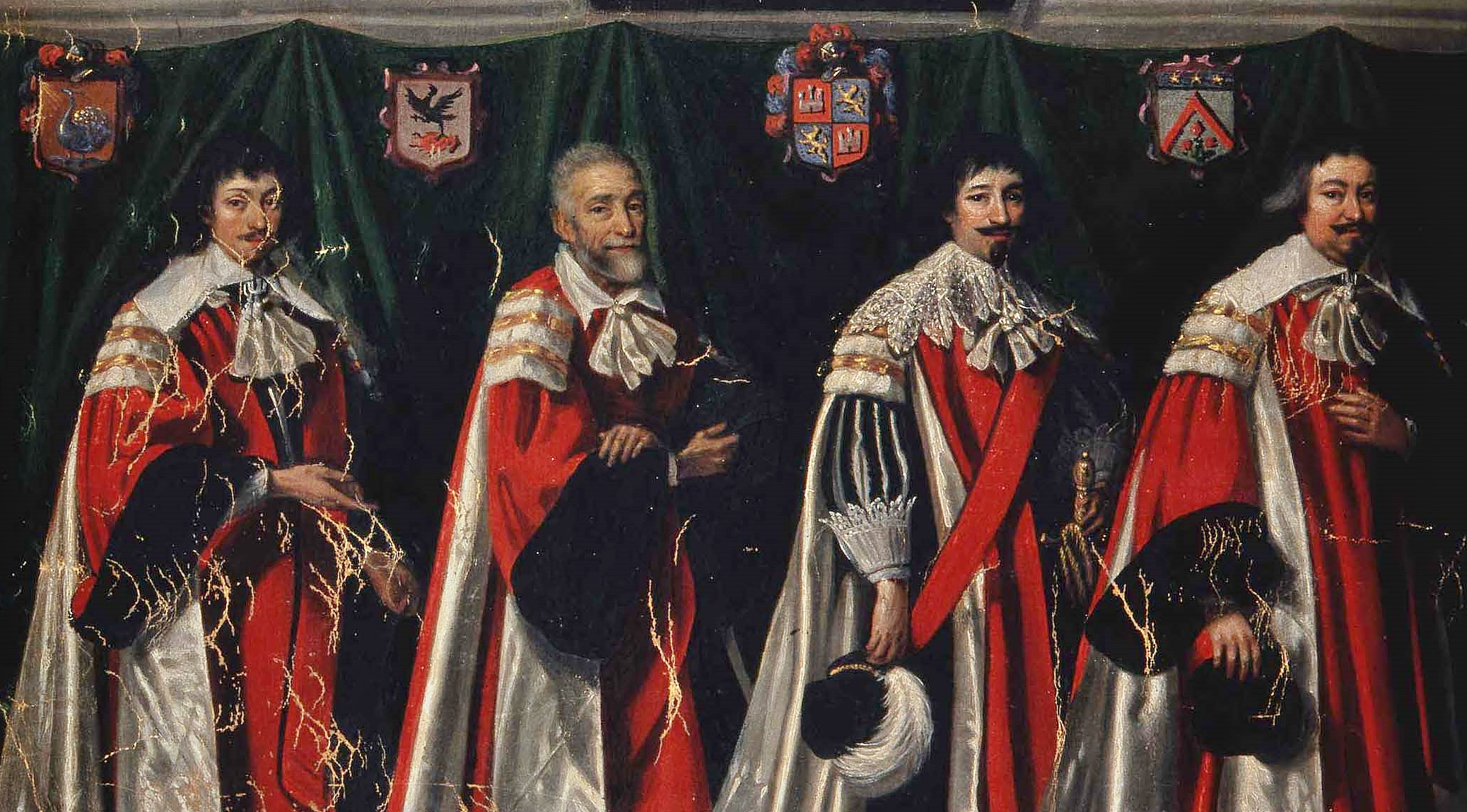
Détail d'une miniature des Annales manuscrites, les capitouls de l'année 1631-1632.

Le 3 décembre 1612 Jean Chalette reçut par sentence des lettres de maîtrise dans l'art de la peinture délivrées par les capitouls. 
Jean Chalette contrevenait en cela, et sans le vouloir, aux règles de la corporation des peintres toulousains qui stipulaient que pour recevoir des lettres de maîtrise, il fallait présenter un chef-d'œuvre racontant une histoire dont les qualités graphiques et esthétiques étaient soumises à l'appréciation des membres - maîtres déjà reçus - de la corporation des peintres et verriers toulousains. D'ailleurs, les membres de la corporation se plaignirent, sans succès, que Chalette avait été illégalement reçu, car les capitouls passèrent outre les reproches des peintres et verriers toulousains, dispensant même Jean Chalette des droits de réception obligatoires le 4 décembre 1612 afin d'occasionner d'autant plus à servir la ville.
Dès lors, les capitouls s'attachèrent définitivement et durablement les services de Jean Chalette et en firent le peintre officiel de la maison de ville de Toulouse par lettres de provisions de charge reçues du greffier capitulaire le 6 décembre 1612 par Jean Chalette pour en jouir et user sa vie durant.
Jean Chalette a rempli dans cette fonction le désir des capitouls de se concilier la faveur du roi Louis XIII en lui commandant la réalisation glorifiant les actions du roi, comme Le Mariage de Louis XIII et d’Anne d’Autriche, en 1615, La Victoire de Leucate, en 1637, La Prise d’Arras, en 1640.

## Les élèves de Jean Chalette
Jean Chalette a ouvert son atelier au Capitole à des élèves dès 1612.Ces disciples (ou élèves) en l'art de la peinture qui nous sont connus sont :
- Jean-Jacques Tournier (Toulouse, 1604-1670) qui est confondu avec Nicolas Tournier dans les  monographies anciennes.
- Hilaire Pader. Par acte notarié passé devant maître Belbe, notaire royal à Toulouse, le 20 juillet 1632, Hilaire Pader passait son contrat d'apprentissage pour apprendre l'estat de peintre auprès de Jean Chalette. Pader fut notamment peintre d'Honoré II Grimaldi, prince de Monaco, en 1653.
- Antoine Durand, qui sera le successeur de Jean Chalette, peintre de l'hôtel de ville.
- Denis Parant
- noble François Colombe du Lys, apparenté à la famille de famille de Jeanne d'Arc
- noble Jeanne de Tailhasson, fille de Pierre de Tailhasson, docteur régent de l'Université de Toulouse et capitoul en 1613.
- Marguerite Chalette, citée ci-dessous.
- Jean-Bernard Chalette, cité ci-dessous.
- noble Guilhaume Parier, né en 1608 au Puy-en-Velay (Haute-Loire) décédé entre le 5 novembre 1652 et le 6 juillet 1653 à Toulouse, fils du peintre Josué Parier et de Françoise de Beaux de Borne. Quoiqu'il ne connût son père que 4 ans, il eut la passion atavique du métier paternel. Sa mère Françoise de Beaux de Borne l'emmena à Toulouse vers 1616, où il fut élevé par sa grande sœur Françoise Parier et son beau-frère Jean Chalette de qui il apprit l'art de la peinture. On le trouve, parallèlement à son métier de peintre, professant comme greffier de la Maison de Ville à Toulouse en 1633[6]. Entre 1635 et 1639, il vécut avec sa femme Françoise d'Alaman et ses enfants à Paris puis aux Pays-Bas, avant de revenir en janvier 1639 à Toulouse où il habitait encore paroisse du Taur en septembre 1646[7]. Il testa le 23 septembre 1648 à Toulouse avant de s'en aller à Paris et aussi pour la liquidation de ses affaires. Il fut inhumé en 1653 dans l'église des Révérends Pères Carmes au grand couvent de Toulouse. Il était seigneur d'Hurtes (Landos, Haute-Loire) et possédait divers immeubles et terres au Puy-en-Velay et à Polignac (Haute-Loire). Il reste de lui deux peintures La Cêne et La Pâque de l'Ancienne Loi réalisées en 1637 au profit des religieuses augustines du couvent Sainte-Madeleine de Vals-près-le-Puy (Haute-Loire) où sa sœur Gabrielle Parier était religieuse[8],[9].
- Nicolas de Troy (Toulouse, 1608-Toulouse,1684) qui a été peintre de l'hôtel de ville et a ouvert une école de peinture à Toulouse. La plupart de ses ouvrages ont été détruits pendant la Révolution. Il a formé ses fils à la peinture, Jean de Troy et François de Troy, Étienne Michel qui a formé son fils Jean Michel[10].

## Œuvres connues de Jean Chalette

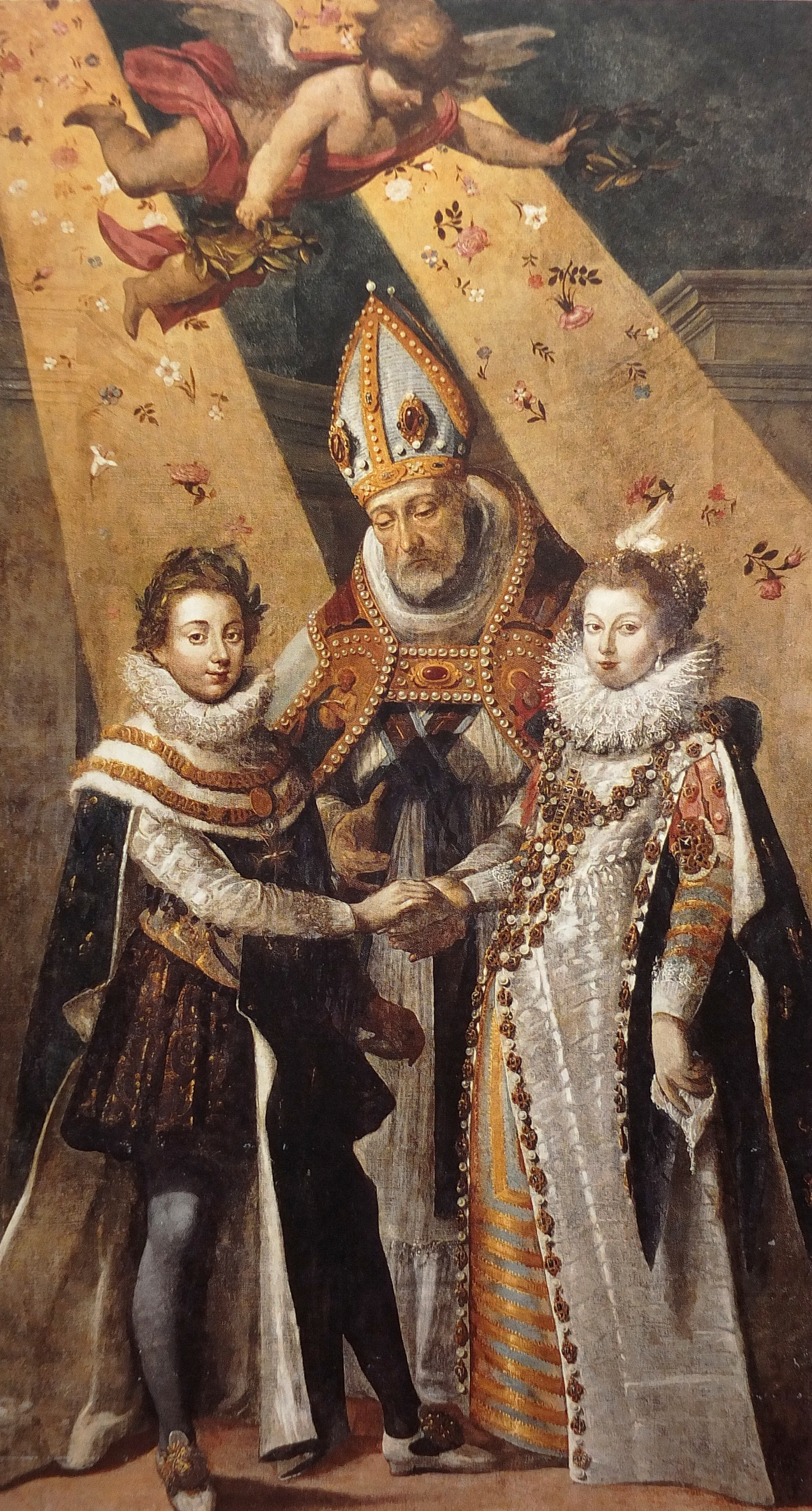
Le Mariage de Louis XIII, Roi de France et de Navarre, et d'Anne d'Autriche, commande de 1615, musée des Augustins, Toulouse.

Peintre et décorateur, Jean Chalette réalisa pour la ville de Toulouse nombre de compositions historiques comme La Victoire de Leucate, La Prise d'Arras, Le Siège de Perpignan (achevé fin 1643). En 1621, pour la visite du roi Louis XIII à Toulouse, Jean Chalette décora de ses dessins et tableaux toute la partie de la ville traversée par le roi : sept arcs de triomphe représentant les sept planètes alors connues et vingt et un tableaux allégoriques. En 1632, Jean Chalette créa la Maison navale pour la reine de France Anne d'Autriche.
Miniaturiste, il exécuta de 1612 à 1644 les portraits de 264 capitouls en tout, en trois expéditions, dont deux collectives et une individuelle - soit un total de 792 figurations.
D'autres de ces peintures se trouvent exposées dans des musées ou des églises, citons par exemple :
- Louis XIV enfant, en saint Michel terrassant le dragon de l'hérésie (1643 - classée Monument Historique le 5 mars 1951 - huile sur toile de 1,27m par 0,96m) visible en l'église paroissiale Saint-Jean-Baptiste, à Mouriès, commune de Belberaud (Haute-Garonne)
- La vierge aux prisonniers (1630 - huile sur toile de 1,59m par 1,19m) visible au musée des Augustins, à Toulouse[12]
- Portrait de Jean de Caulet en Apollon couronné (1635 - huile sur toile de 1,045m par 0,77m) visible au musée des Augustins, à Toulouse[13]
- La Sainte Famille au dévidoir avec Saint Jean-Baptiste (vers 1640 - huile sur toile de 1,58m par 1,99m) visible au musée des Augustins, à Toulouse - attribuée depuis 2002, par Janni Papi, au peintre Antiveduto Grammatica…
- Portrait d'un chanoine (1623 - représente Pierre de Bertier, chanoine et archidiacre de Toulouse - huile sur toile de 0,985m par 0,845m) visible au musée des Augustins, à Toulouse[14]
- Le Mariage de Louis XIII, Roi de France et de Navarre, et d'Anne d'Autriche (commandée par les Capitouls de 1614-1615 - huile sur toile de 2,49m par 1,38m) visible au musée des Augustins, à Toulouse[15]
- Le Christ en croix et les capitouls de l'an 1622-1623 (huile sur toile de 3,75m par 2,45m) visible au musée des Augustins, à Toulouse
- La crucifixion avec la Vierge, saint Jérôme et saint Jean (1639 - huile sur toile de 0,99m par 0,685m), toile adjujée 21500 francs le 21 octobre 1999, en la salle 9 des ventes Drouot-Richelieu (Paris), par l'étude Tajan[16].
- Portrait d'un capitoul de Toulouse, Saint-Cloud, musée du Grand Siècle
- Bernard de Laroche-Flavin, président au Parlement de Toulouse
- Francisco Sanchez, professeur à la faculté de médecine de Toulouse
- Portait de Chalette, peintre, portraitisant le poète Goudouli
- Le cardinal de Joyeuse
- Le reliquaire dédié à saint Edmond après la terrible peste de 1628-1631 (1632)[11].

Mais Chalette peignit également pour son propre plaisir, en témoignent :
- le Portrait de Chalette et de sa femme - exposé au Salon de Toulouse de 1753 (no 57 du livret, exposé par M. Daguin, président au Parlement de Toulouse)
- le Portrait de Chalette peint par lui-même - exposé au Salon de Toulouse de 1754 (no 34 du livret, exposé par M. Daram, amateur de tableaux)
- le Portrait de Chalette et de sa famille - exposé au Salon de Toulouse de 1762 (no 42 du livret, exposé par M. Daguin, président au Parlement de Toulouse).

On trouve également dans les manuscrits astronomiques de Peiresc se trouvant à la bibliothèque Inguimbertine de Carpentras une esquisse faite par Jean Chalette pour un projet de frontispice devant servir à une publication des tables des satellites de Jupiter qui ne vit jamais le jour.

## Épouse et descendances
De son épouse Françoise Parier (née le 30 octobre 1599 au Puy-en-Velay (Haute-Loire) et fille du peintre Josué Parier et de Françoise de Beaux de Borne) avec laquelle il était marié avant le 2 juillet 1612 il eut au moins :
1. Claude-Françoise Chalette née vers 1619 et décédée après 1673. Elle épousa le 17 février 1639 à la paroisse Saint-Michel (Toulouse) Jean Depeyre, maître greffier de la maison de ville de Toulouse, qui était administrateur des enfants de feu Chalette, maître peinctre, selon un mandement du 25 juin 1646 fait au trésorier municipal de Toulouse Pierre Ségade[19]. Elle en eut Alexandre Peyre né en 1651.
2. Jean-Guilhaume Chalette baptisé le 11 mars 1625 à la paroisse du Taur (Toulouse), parrain : messire Guilhaume Parier, peintre et oncle, marraine : Claude-Françoise Chalette, sœur.
3. Marguerite Chalette baptisée le 22 décembre 1627 à la paroisse du Taur (Toulouse), parrain : messire Guilhaume de Cominhan, trésorier général de la ville de Toulouse, marraine : Marguerite de Saint-Paul, femme de Guillaume de Fieubet, avocat-général en la cour de Toulouse. Marguerite Chalette fut à son tour peintre, comme en témoigne le peintre Hilaire Pader, dans son ouvrage Songe énigmatique sur la peinture universelle, paru à Toulouse, chez Arnaud Colomiez, libraire en 1658 : Jeanne de Tailhasson et Marguerite Chalette, filles vertueuses qui se sont rendues recommandables par leurs ouvrages de peinture. Elle se maria en 1646 à Toulouse avec Michel Coste de qui elle eut une fille Françoise Coste née en 1649 et un fils Jean-Bernard Coste né en 1650.
4. Jean-Bernard Chalette baptisé le 6 mai 1631 à la paroisse du Taur (Toulouse), parrain : Jean-Bernard Samaran, prêtre et régent de l'Esquile, marraine : damoiselle Jeanne de Lalé, femme d'André Delabet, maître chirurgien.
5. Alexandre Chalette baptisé le 10 avril 1634 à la paroisse du Taur (Toulouse), parrain : Alexandre de Cominhan, fils de Guilhaume, marraine : Anne de Ribaudy, femme de M. Massot.
6. Marie Chalette baptisée le 3 mai 1636 à la paroisse du Taur (Toulouse), parrain : Jean-Bernard Chalette, frère, marraine : Marguerite Chalette, sœur. Mariée en 1651 à Toulouse à Arnaud Coste.

## Chalette et la religion
Jean Chalette semble avoir eu la vie d'un pieux homme. Il était même marguillier de la table de Notre-Dame du Taur, à Toulouse en 1620.